# Tratado da Natureza Humana
Um Tratado da Natureza Humana (em inglês: A Treatise of Human Nature) é considerada pelos especialistas a principal obra do filósofo empirista escocês David Hume, sendo publicada em 1739-1740 e tendo a escrita inicialmente na Inglaterra e posteriormente na França. Alcançou notória importância na história da filosofia, especialmente na filosofia moderna, embora na época de Hume não tenha tido grande ressonância. Comentando a recepção da obra, David Hume diz que ela fell dead-born from the press (já nasceu morta do prelo).

## Obra
O título completo da obra é A Treatise of Human Nature: Being an Attempt to introduce the experimental Method of Reasoning into Moral Subjects (Tratado da Natureza Humana: Uma Tentativa de Introduzir o Método Experimental de Raciocínio nos Assuntos Morais). É dividia nas seguintes sessões:
- Livro 1: Do Entendimento.
- Livro 2: Das Paixões.
- Livro 3: Da Moral.

O título já nos diz seus traços gerais: Baseado nas observações e do método de raciocínio experimental, Isaac Newton construiu uma sólida visão da natureza física, o que resta fazer agora é aplicar tal método também à natureza humana, ou seja, também ao sujeito, não apenas ao objeto. Trata-se de percorrer esse caminho para fundar a ciência do homem em bases experimentais.

## Traduções
Tradução portuguesa: Tratado da Natureza Humana, Lisboa, Fundação Calouste Gulbenkian, 2002. ISBN Tradução brasileira: Tratado da Natureza Humana, São Paulo, Editora UNESP, 2001. ISBN